# Index voor duurzame economische welvaart
De index voor duurzame economische welvaart (Index of Sustainable Economic Welfare, ISEW) is een economische indicator waarin onderscheid wordt gemaakt tussen positieve en negatieve economische bedrijvigheid. Bij het bepalen van deze indicator wordt gepoogd ook het effect van informele activiteiten mee te nemen. Zo kan mantelzorg leiden tot een vergroting van het welzijn, maar dit is niet terug te vinden in het bruto binnenlands product. Andersom komen de effecten van milieuverontreiniging ook niet terug in het BNP. In de ISEW moeten deze positieve en negatieve bijdragen aan het welzijn wel terug te vinden zijn. 
De index werd ontwikkeld door Herman Daly en John B. Cobb in For the common good: Redirecting the economy toward the community, the environment and a sustainable future uit 1989.